# 幸町 (金沢市)
幸町（さいわいまち）は、石川県金沢市の町名。丁目を持たない単独町名であり、全域で住居表示実施済み。郵便番号は920-0968。

## 概要
幸町の歴史は江戸時代初期に遡る。犀川は現在の本流の他に片町付近に支流があり、広い川原を形成していた。
幸町は、枝町・新竪町・鱗町・清川町・本多町・菊川に囲まれている。
市民からは、本来の読み方の「さいわいまち」でなく「さいわいちょう」と読まれる方が多い。

## 歴史

### 旧町名の概要
百姓町（ひゃくしょうまち）
- 地子町

山田屋小路一～二番丁（やまだやしょうじいち～にばんちょう）
- 地子町

### 沿革
- 1964年（昭和39年）4月1日 - 住居表示実施により、新竪町二丁目・百姓町・山田屋小路一番丁の全部と新竪町一丁目・新竪町三丁目・犀川上川除町・中川除町・枝町・鱗町・山田屋小路二番丁・川岸町・早道町・下主馬町・上本多町川御亭の各一部をもって成立[4]。

## 人口の変遷
国勢調査による人口の推移
| 1995年（平成7年）  | 1,591人 | [ 5 ] |  |
| 2000年（平成12年） | 1,366人 | [ 6 ] |  |
| 2005年（平成17年） | 1,216人 | [ 7 ] |  |
| 2010年（平成22年） | 1,063人 | [ 8 ] |  |
| 2015年（平成27年） | 1,110人 | [ 9 ] |  |

## 世帯数の変遷
国勢調査による世帯数の推移
| 1995年（平成7年）  | 754世帯 | [ 5 ] |  |
| 2000年（平成12年） | 657世帯 | [ 6 ] |  |
| 2005年（平成17年） | 605世帯 | [ 7 ] |  |
| 2010年（平成22年） | 541世帯 | [ 8 ] |  |
| 2015年（平成27年） | 585世帯 | [ 9 ] |  |

## 小中学校の校区
市立小学校に通う場合は犀桜小学校、市立中学校に通う場合は城南中学校に通う。

## 施設
- 慶覚寺
- 石川県幸町庁舎

## 交通

### バス
- 北鉄バス（北陸鉄道・北鉄金沢バス・北鉄白山バス）　幸町バス停

### 道路
- 犀川大通り